# Semicontinuidad
En análisis matemático, la semi-continuidad es una propiedad de la funciones reales más débil que el concepto de continuidad. Coloquialmente, una función real se dice semi-continua superiormente en un punto x0 si los valores de la función en puntos cercanos a x0 son próximos a f(x0) o menores que f(x0). Similarmente, si los valores de la función en dicho entorno son "mayores que" en vez de "menores que", se dice que la función es semi-continua inferiormente en x0.

## Ejemplos

Función semi-continua superiormente. El punto azul se refiere a f(x_{0}).

Consideremos la siguiente función definida por tramos, f(x) = –1 si x < 0 y f(x) = 1 si x ≥ 0. Esta función es semi-continua superiormente pero no inferiormente.

Función semi-continua inferiormente. El punto azul se refiere a f(x_{0}).

La función de parte entera, {\displaystyle f(x)=\lfloor x\rfloor }, que asigna a cada número real el entero menor o igual a dicho número es semi-continua superiormente en todo su dominio, similarmente {\displaystyle f(x)=\lceil x\rceil }, que asigna a cada número real el entero mayor o igual a dicho número, es semi-continua inferiormente en todo su dominio.
Una función puede ser semi-continua inferiormente o superiormente sin necesariamente ser continuas por la derecha o por la izquierda como podemos ver con el siguiente ejemplo:
{\displaystyle f(x)={\begin{cases}x^{2}&{\mbox{si }}0\leq x<1,\\2&{\mbox{si }}x=1,\\1/2+(1-x)&{\mbox{si }}x>1,\end{cases}}}
una función que es semi-continua superiormente en x = 1 pero que no es continua por la derecha o por la izquierda. El límite por la derecha es 1 mientras que el límite por la izquierda es 1/2. Similarmente:
{\displaystyle f(x)={\begin{cases}\sin(1/x)&{\mbox{si }}x\neq 0,\\1&{\mbox{si }}x=0,\end{cases}}}
es semi-continua superormente en x = 0 pero sus límites por la derecha o por la izquierda no existen para dicho punto.